# Difluoroacétylène
Le difluoroacétylène est un composé chimique de formule C2F2. C'est perfluorocarbure homologue de l'acétylène C2H2. La molécule est linéaire, de structure F–C≡C–F, avec une triple liaison carbone-carbone. Elle est difficile à produire, sa synthèse présentant de faibles rendements et de forts risques d'explosion. Ce composé présente un intérêt comme précurseur de fluoropolymères contenant des doubles liaisons, à l'instar du polyacétylène.